# Un poney très courageux
Un poney très courageux (Pony Parade) est un roman pour enfants illustré par Annie-Claude Martin, publié en Royaume-Uni aux éditions Hodder Children's Books en 1997, puis en France aux éditions Bayard Jeunesse en 2001. Il est l'œuvre d'un collectif d'auteurs anglo-saxons publiant sous le pseudonyme de Lucy Daniels (en) au Royaume-Uni.

## Résumé
Paul, le nouveau voisin de Cathie, a choisi un poney au refuge des chevaux. Paddy, qui a été battu par son ancien propriétaire, est en piteux état. Paul fait tout pour lui rendre la joie de vivre. Malheureusement, à l'école, les enfants sont persuadés que Paddy est un poney maltraité... Comment Cathie va-t-elle leur montrer qu'ils se sont trompés?

## Éditions
- Édition petit format : Bayard Jeunesse Poche, Collection S.O.S Animaux, 2001  (ISBN 2-227-07006-4).